# Municipio de Ross (condado de Franklin)
El municipio de Ross (en inglés: Ross Township) es un municipio ubicado en el condado de Franklin en el estado estadounidense de Iowa. En el año 2010 tenía una población de 303 habitantes y una densidad poblacional de 3,73 personas por km².

## Geografía
El municipio de Ross se encuentra ubicado en las coordenadas 42°51′29″N 93°12′5″O / 42.85806, -93.20139. Según la Oficina del Censo de los Estados Unidos, el municipio tiene una superficie total de 81.17 km², de la cual 81,16 km² corresponden a tierra firme y (0 %) 0 km² es agua.

## Demografía
Según el censo de 2010, había 303 personas residiendo en el municipio de Ross. La densidad de población era de 3,73 hab./km². De los 303 habitantes, el municipio de Ross estaba compuesto por el 98,02 % blancos y el 1,98 % eran de una mezcla de razas. Del total de la población el 1,32 % eran hispanos o latinos de cualquier raza.